# Костка, Йозеф
Йозеф Костка (словац. Jozef Kostka; 29 января 1912[…], Ступава, Братиславский край — 30 сентября 1996[…], Братислава) — словацкий скульптор и педагог, основатель современной словацкой скульптуры.

## Биография
Первым учителем Йозефа был гончар Фердиш Костка. В 1932 году Йозеф поступил в пражскую Академию искусств, где изучал архитектуру и дизайн у профессора Карла Дворжака.
В 1938 году он принял участие в выставке словацкого искусства в Нью-Йорке. В 1938—1939 годах учился в Школе изящных искусств в Париже.
Костка является одним из основателей словацкой послевоенной культуры. Он принёс в Словакию импульсы чешской скульптурной школы XX века, а также французской скульптуры от Огюста Родена до Аристида Майоля. Его ранние скульптуры: «Девушка с драпировкой» (1939), «Поэзия» (1939–42), «Ночь» (1940), «Сон» (1941–42), «Сорок четвертый год» (1944) сегодня принадлежат золотому фонду словацкой современной скульптуры.

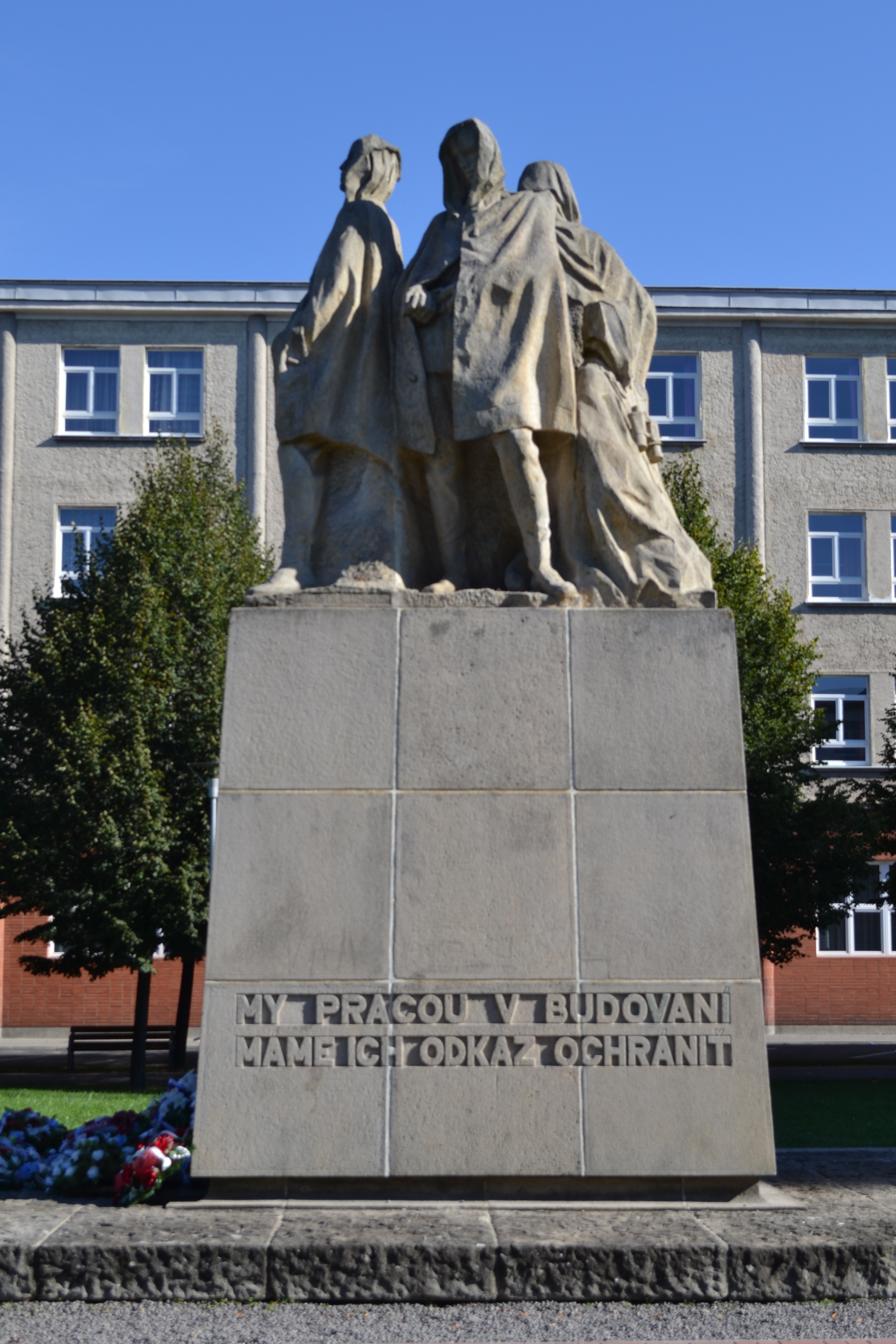
Памятник Словацкого национальному восстанию

В 1940-1949 годах Йозеф Костка работал на кафедре рисования и живописи в Словацком техническом университете по специальности искусство моделирования, которая позже стала колледжем изобразительных искусств. Как профессор–преподаватель, он воспитывал поколение словацких скульпторов с 1948 по 1972 года.
В 1949 году он основал Академию изящных искусств в Братиславе, в которой вместе с Рудольфом Прибишем воспитали целый ряд словацких скульпторов (Йозеф Янкович, Юрай Мелиш, Мариан Губа, Роллер).
В 1969—1970 годах занимал должность главы Ассоциации словацких изобразительных художников. В 1972 году он был вынужден уйти из колледжа изящных искусств и работал свободным художником.

## Творчество
В своём творчестве Костка придерживался основных принципов фигурации, сформулированных Огюстом Роденом, однако, особенно в 1960-х годах, он также склонялся к архетипным формам абстракции, подражая наследию Константина Бранкузи. В послевоенное время в Братиславе он создал много памятников, посвященных победе: памятник Победы в Братиславе (1946—1949), один из лучших памятников — памятник Словацкого национального восстания в Партизанске (1946—1950).
В 1950-х участвовал в международных выставках. В 1957 году – в Международном биеннале в Сан-Паулу, на Всемирной выставке в Брюсселе в 1958 году он был награждён серебряной медалью за рельеф «На берегах реки», и в этом же году он принял участие в Венецианской биеннале. На братиславском «Славине» стоит его скульптура «Благодарность» (1963). В 1964 году он создал памятник Людовиту Штуру в Модре – скульптуру «Словацкая весна».
1960-е годы являются одними из самых плодотворных в творчестве Костки. В 1967 году он получил звание национального художника. Работы Костки этого периода выставлялись на коллективных выставках в Братиславском доме искусства и в пражском Манесе в 1968-1969 годах.
Работая над скульптурами, Костка много рисовал. Тысячи рисунков обнаженных тел, преимущественно нарисованных чернилами, привели к нескольким циклам («На набережной», 1962; «Черные ню», 1963; «Черные дни», 1965; «Маски», 1966; «Дон Кихот», 1967; «Балады », 1965-1967 и другие).
В 1966—1968 годах Йозеф Костка совершил ряд поездок с учебной целью в Англию, Францию и Италию.